# Silverio Blasi
Silverio Blasi (Civitavecchia, 17 novembre 1921 – Roma, 27 aprile 1995) è stato un regista, attore e sceneggiatore italiano.

## Biografia
Dopo essersi diplomato all'Accademia Nazionale d'Arte Drammatica cominciò la sua carriera come attore, nel primo dopoguerra, con Guido Salvini e Tatiana Pavlova.  Nel 1945 con Mario Landi e Goliarda Sapienza fondò a Roma la compagnia sperimentale T.45 e, in seguito, la Compagnia del piccolo teatro d’Arte, con l'intento di portare in scena i lavori di autori proibiti dalla censura fascista. Nel 1948, con la compagnia di Anton Giulio Bragaglia, era al Teatro Ridotto di Venezia, poi con Giorgio Strehler al Piccolo Teatro di Milano.
Nella neonata televisione italiana curò prima la regia delle opere teatrali, poi si dedicò alle regie di opere televisive, diventando uno dei "padri" dei primi grandi sceneggiati televisivi a puntate, allora chiamati "romanzi sceneggiati", tra i quali Il romanzo di un giovane povero e Piccolo mondo antico.
Successivamente, ancora in televisione, diresse molti altri sceneggiati di grande successo, tra i quali Vita di Michelangelo e Caravaggio, entrambi con Gian Maria Volonté.
Dagli anni settanta alternò la sua carriera di regista con quella di attore, interpretando parti di contorno in particolare nei film diretti da Francesco Rosi, da Lucky Luciano a Cronaca di una morte annunciata, e cominciò una proficua collaborazione sulle scene teatrali con la Compagnia Stabile del Teatro Ghione.

## Teatro

### Regista
- La potenza delle tenebre, di Lev Tolstoj, con Manlio Guardabassi, Marco Tulli, Ennio Balbo (1950)
- Il maggiore Barbara, di George Bernard Shaw, con Lucilla Morlacchi (1956)
- Candina, di Antonio Nediani, Milano, Teatro del Convegno, 21 maggio 1958.
- Il diplomatico, commedia musicale di Giulio Scarnicci e Renzo Tarabusi, Milano, Teatro Lirico, 20 ottobre 1958.
- Sapore di miele, di Shelagh Delaney, con Vivi Gioi (1959)
- Fra un mese, fra un anno, di Paolo Levi, dal romanzo di Françoise Sagan, Firenze, Teatro della Pergola, 14 novembre 1959.
- Viva la dinamite!, di Indro Montanelli, 4 aprile 1960.
- Un verme al ministero, di Dino Buzzati, (1960)
- Liolà, di Luigi Pirandello, con Goliarda Sapienza (1960)
- Il candeliere, di Alfred de Musset, Capri, Giardini del Quisisana, 27 agosto 1960.
- L'innocenza di Camilla, di Massimo Bontempelli, Napoli, Teatro Mercadante, 11 gennaio 1961.
- L'idiota, di Marcel Achard, Milano, Teatro Odeon, 3 novembre 1961, con Ornella Vanoni, Dina Sassoli, Paolo Ferrari, Paolo Carlini
- I diari, di Pier Benedetto Bertoli, Lugano, 14 dicembre 1961
- Boeing Boeing, di Marc Camoletti, Roma, Teatro Eliseo, 7 aprile 1962.
- El brillant de Maomett, di Carlo Terron (1962)
- Anfitrione, di Plauto, con Sergio Fantoni, Valentina Fortunato, Luigi Vannucchi, Nando Gazzolo, Teatro Romano di Ostia (1962)
- Mostellaria, di Plauto, Teatro Romano di Ostia Antica, 5 luglio 1964.
- Il cartaginese, di Plauto, con Paola Quattrini, Pompei, Teatro Grande, 22 luglio 1966.
- Morte di Flavia e delle sue bambole, di Salvato Cappelli, con Aldo Giuffré (1967)
- Aspettando Jo, di Alec Coppel, adattamento di Claude Magnier, con Catherine Spaak, Johnny Dorelli (1968)
- Appuntamento con la signorina Celeste, di Salvato Cappelli, con Paolo Ferrari, Olga Villi, Edmonda Aldini (1976)
- Vite private, di Noël Coward, con Ileana Ghione, Walter Maestosi (1978-1983)
- Zoo di vetro, di Tennessee Williams, con Elena Zareschi e Luigi Pistillo (1980-1981)
- Zelda, di Mario Moretti, con Paolo Ferrari, Laura Tavanti, Glauco Onorato, Franco Interlenghi (1981)
- Soltanto una vacanza, di Guido Nahum, con Ileana Ghione, Walter Maestosi (1982-1983)
- Mangiatori di fuoco, di Mario Angelo Ponchia, con Ileana Ghione, Gianni Musy, Roberto Chevalier (1986)
- Candida, di George Bernard Shaw, con Ileana Ghione, Orso Maria Guerrini, Gianni Musy, Roberto Chevalier (1986-1988)
- Letto matrimoniale, di Jan de Hartog, con Ileana Ghione, Paolo Ferrari (1988-1990)
- Un giardino di aranci fatto in casa, di Neil Simon, con Renzo Montagnani, Paola Tedesco (1989-1991)
- Pigmalione, di George Bernard Shaw, con Renzo Montagnani, Laura Saraceni (1991-1992)
- Febbre da fieno, di Noël Coward, con Ileana Ghione, Mico Cundari (1992-1993)

### Attore
- Agnese Bernauer, di Friedrich Hebbel, regia di Claudio Fino, Roma, Teatro Valle, 11 giugno 1942. (saggio degli allievi)
- Nozze di sangue, di Federico García Lorca, regia di Mario Landi, Roma, Teatro Eliseo, novembre 1944
- Gioventù malata, di Ferdinand Bruckner, regia di Mario Landi, Roma, Teatro Manzoni, 20 maggio 1945.
- La frontiera, di Leopoldo Trieste, regia di Mario Landi, Roma, Teatro Quirino, 4 luglio 1945.
- Cronaca, di Leopoldo Trieste, regia di Mario Landi, Milano, Teatro Excelsior, 20 novembre 1946.
- Il lungo pranzo di Natale, di Thornton Wilder, regia di Lucio Chiavarelli, con Mario Scaccia, Teatro Ridotto di Venezia, 1948
- Le regine di Francia, di Thornton Wilder, regia di Lucio Chiavarelli, con Mario Scaccia, Teatro Ridotto di Venezia, 1948
- La bisbetica domata, di William Shakespeare, regia di Giorgio Strehler, con Alberto Bonucci, Lilla Brignone, Piccolo Teatro di Milano, 17 febbraio 1949
- Profonde sono le radici di Arnaud D’Usseau e James Gow, regia di Mario Landi, Roma, Teatro Pirandello, gennaio 1950
- La livrea, di Federico Zardi, regia di Alessandro Brissoni, Teatro Comunale di Bologna, 24 marzo 1951.
- Molto rumore per nulla, di William Shakespeare, regia di Alessandro Brissoni, con Isa Barzizza, Luca Ronconi, Teatro San Carlo di Napoli, 26 agosto 1954
- Bella, di Cesare Meano, regia di Enzo Ferrieri, Milano, Teatro del Convegno, 22 maggio 1956.

## Filmografia

### Attore

#### Cinema

Silverio Blasi (a destra) con Pino Ferrara in Il caso Moro (1986)

- Montecassino nel cerchio di fuoco, regia di Arturo Gemmiti (1946)
- Preludio d'amore, regia di Giovanni Paolucci, (1946)
- Lettera aperta a un giornale della sera, regia di Francesco Maselli (1970)
- Lucky Luciano, regia di Francesco Rosi, (1973)
- Cadaveri eccellenti, regia di Francesco Rosi (1976)
- Cristo si è fermato ad Eboli, regia di Francesco Rosi (1979) - non accreditato
- La festa perduta, regia di Pier Giuseppe Murgia (1981)
- Il caso Moro, regia di Giuseppe Ferrara (1986)
- Cronaca di una morte annunciata, regia di Francesco Rosi (1987)
- Via Paradiso, regia di Luciano Odorisio (1988)
- Porte aperte, regia di Gianni Amelio (1990)
- Tre colonne in cronaca, regia di Carlo Vanzina (1990)

#### Televisione
- Lettere d'amore, di Gherardo Gherardi, regia di Claudio Fino, programma nazionale (5 febbraio 1954)
- Delitto e castigo, dall'omonimo romanzo di Fëdor Dostoevskij, riduzione di Lucio Ridenti, regia di Franco Enriquez, programma nazionale (12 marzo 1954)
- Come un uragano, da Bat out of Hell di Francis Durbridge, adattamento di Biagio Proietti, regia di Silverio Blasi, sceneggiato televisivo in 5 puntate, programma nazionale (dal 28 novembre al 12 dicembre 1971)
- I ragazzi di celluloide, sceneggiatura di Massimo Mida, Alberto Silvestri, Sergio Sollima, regia di Sergio Sollima, sceneggiato televisivo in 3 puntate, TV2 (6 novembre 1981, 2ª puntata)
- Inverno al mare, soggetto, sceneggiatura e regia di Silverio Blasi, originale televisivo in 3 puntate, TV2 (dal 17 al 24 febbraio 1982)

### Regista

#### Televisione
- Il coraggio, commedia di Augusto Novelli, programma nazionale (10 febbraio 1954)
- Schiccheri è grande, di Sabatino Lopez, programma nazionale (24 marzo 1954)
- Gavino e Sigismondo, di Cesare Giulio Viola, con Isa Barzizza, programma nazionale (9 aprile 1954)
- Romanticismo, di Gerolamo Rovetta, 14 maggio 1954.
- Mi sono sposato, di Guglielmo Zorzi, programma nazionale (11 giugno 1954)
- Ho perduto mio marito, opera di Giovanni Cenzato, con Ernesto Calindri, programma nazionale (30 luglio 1954)
- A tempo di Lambeth Walk. Passeggiata musicale a cavallo di un'epoca, orchestra diretta da Giampiero Boneschi, programma nazionale (7 ottobre 1954)
- A tempo di Tango. Passeggiata musicale a cavallo di un'epoca, di Eros Macchi, orchestra diretta da Giampiero Boneschi, programma nazionale (21 ottobre 1954)
- Partita a quattro, di Nicola Manzari, programma nazionale (12 novembre 1954)
- Il paese dei campanelli, operetta di Carlo Lombardo e Virgilio Ranzato, programma nazionale (11 dicembre 1954)
- Le zitelle di via Hydar, di Enzo Duse, programma nazionale (31 dicembre 1954)
- Il terzo marito, di Sabatino Lopez, programma nazionale (28 gennaio 1955)
- Zio Vania, dramma di Anton Čechov, programma nazionale (11 marzo 1955)
- Scugnizza, operetta di Carlo Lombardo, musica di Mario Costa, programma nazionale (2 aprile 1955)
- Sacro esperimento, di Fritz Hochwälder, regia teatrale di Gianfranco De Bosio, programma nazionale (8 aprile 1955)
- Un premio per Bruno Rossi, di Aldo Nicolaj, originale televisivo, con Giorgio Albertazzi, programma nazionale (17 maggio 1955)
- Manon, opera lirica di Jules Massenet, programma nazionale (18 giugno 1955)
- L'impazienza del capitano Tic, di Eugène Labiche e Édouard Martin, programma nazionale (26 agosto 1955)
- Tosca, opera lirica di Giacomo Puccini, programma nazionale (24 settembre 1955)
- Una domanda di matrimonio, di Anton Čechov, programma nazionale (29 ottobre 1955)
- L'orso, opera teatrale di Anton Čechov, programma nazionale (29 ottobre 1955)
- Arsenico e vecchi merletti, commedia di Joseph Kesselring, programma nazionale (2 dicembre 1955)
- Le medaglie della vecchia signora, di James Matthews Barrie, con Emma Gramatica, programma nazionale (27 gennaio 1956)
- Svegliati e canta, di Clifford Odets, programma nazionale (10 febbraio 1956)
- Giorni felici, di Claude-André Puget[2], programma nazionale (24 febbraio 1956)
- Al pappagallo verde, di Arthur Schnitzler, programma nazionale (9 marzo 1956)
- Mario e Maria, di Sabatino Lopez, programma nazionale (23 marzo 1956)
- Un, due, tre, di Ferenc Molnár, programma nazionale (28 aprile 1956)
- Lumie di Sicilia, dramma di Luigi Pirandello, con Paola Borboni, programma nazionale (23 giugno 1956)
- Lo scialle, di Raul Capra e Michele Galli, originale televisivo, programma nazionale (20 luglio 1956)
- Fanny e i suoi domestici, di Jerome K. Jerome, programma nazionale (31 agosto 1956)
- Un giorno di nozze, di Ferenc Molnár, programma nazionale (13 ottobre 1956)
- Una donna senza importanza, commedia di Oscar Wilde, con Sarah Ferrati, programma nazionale (30 novembre 1956)
- La ragazza da attraversare, di Gino Pugnetti[3], programma nazionale (15 dicembre 1956)
- La nemica, commedia di Dario Niccodemi, programma nazionale (25 gennaio 1957)
- Pescatori, di Arnaldo Vacchieri[4], con Salvo Randone, programma nazionale (8 marzo 1957)
- Il romanzo di un giovane povero, dal romanzo di Octave Feuillet, in 4 puntate, programma nazionale (dal 27 aprile al 18 maggio 1957)
- A casa per le sette, di Robert Cedric Sherriff, programma nazionale (26 luglio 1957)
- Piccolo mondo antico, dal romanzo di Antonio Fogazzaro, in 5 puntate, programma nazionale (dal 26 ottobre al 23 novembre 1957)
- Così è (se vi pare), opera di Luigi Pirandello, con Evi Maltagliati, programma nazionale (17 gennaio 1958)
- I giocatori, opera di Nikolaj Gogol, con Gianrico Tedeschi, programma nazionale (6 maggio 1958)
- La ragazza indiavolata, commedia musicale di Ralph Benatzky, con Sandra Mondaini, programma nazionale (17 giugno 1958)
- Oreste, tragedia di Vittorio Alfieri, regia teatrale di Vittorio Gassman, programma nazionale (27 giugno 1958)
- Peg del mio cuore, di John Hartley Manners[5], con Lina Volonghi, programma nazionale (18 luglio 1958)
- Il grande viaggio, di Robert Cedric Sherriff, con Raoul Grassilli, programma nazionale (28 novembre 1958)
- Non te li puoi portare appresso, di George Kaufman e Moss Hart, con Sergio Tofano, programma nazionale (2 gennaio 1959)
- I due sergenti al cordone sanitario di Port Vandré[6], di Baudouin d’Aubigny[7] e Auguste Maillard, adattamento di Diego Fabbri, programma nazionale (11 gennaio 1960)
- Il Cardinale, di Louis Napoléon Parker[8], adattamento di Diego Fabbri, con Salvo Randone, programma nazionale (11 luglio 1960)
- Simone e Laura, di Alan Melville[9], con Anna Proclemer, secondo programma (12 marzo 1962)
- La finestra[10], dal racconto omonimo di Mario Soldati, riduzione televisiva di Mario Soldati e Raffaele La Capria, secondo programma (31 ottobre 1962)
- Champignol senza volerlo, di Georges Feydeau e Maurice Desvallières, con Giancarlo Sbragia, Paolo Bonacelli, Gianrico Tedeschi, secondo programma (25 febbraio 1963)
- Il gioco degli eroi, testi e commenti di Ghigo De Chiara e Vittorio Gassman, regia di Silverio Blasi e Vittorio Gassman, programma nazionale  (4 puntate, dal 17 marzo al 7 aprile 1963)
- Il Cardinale Lambertini, opera di Alfredo Testoni, con Gino Cervi, secondo programma (22 aprile 1963)
- La slitta d'oro, di Leonid M. Leonov, con Evi Maltagliati, secondo programma (27 maggio 1963)
- Pel di carota, romanzo di Jules Renard, secondo programma (29 agosto 1963)
- La frana, dal racconto omonimo di Giuseppe Dessì, secondo programma (12 settembre 1963)
- Il malato immaginario, commedia di Molière, con Tino Buazzelli, secondo programma (30 settembre 1963)
- La dote, di Mario Brancacci, originale televisivo, programma nazionale (13 dicembre 1963)
- Gala TV, di Giandomenico Giugni e Francesco Luzi, programma nazionale (3 gennaio 1964)
- In portineria, opera di Giovanni Verga, con Tino Carraro, programma nazionale (28 febbraio 1964)
- Ultima Bohème, di Ghigo De Chiara, da Scene della vita di Bohème di Henri Murger, in 6 puntate, secondo programma (dal 24 settembre al 29 ottobre 1964)
- Vita di Michelangelo, testo di Giorgio Prosperi, miniserie TV in 3 puntate, programma nazionale (dal 13 al 20 dicembre 1964)
- Il piccolo Eyolf, opera di Henrik Ibsen, con Valentina Fortunato, secondo programma (3 marzo 1965)
- Addio, giovinezza!, di Sandro Camasio e Nino Oxilia, programma nazionale (7 maggio 1965)
- La maestrina, commedia di Dario Niccodemi, con Gabriele Ferzetti, programma nazionale (30 luglio 1965)
- Un albergo tra i monti, di Harold Callen, secondo programma (7 settembre 1965)
- Il re, di Giorgio Prosperi, miniserie TV programma nazionale (7 gennaio 1966)
- Io, Gigliola, testi di Alessandro Fersen e Maurizio Jurgens, programma nazionale (3 puntate, dall'8 al 22 gennaio 1966)
- Una giornata di malumore, originale televisivo di Giovanni Guaita, programma nazionale (22 aprile 1966)
- L'orologio a cucù, commedia di Alberto Donini, con Regina Bianchi, programma nazionale (15 luglio 1966)
- La volpe e le camelie, dall'omonimo romanzo di Ignazio Silone, sceneggiatura di Roberto Mazzucco, programma nazionale (18 novembre 1966)
- Caravaggio, sceneggiatura di Andrea Barbato e Ivo Perilli, miniserie TV in 3 puntate, programma nazionale (dal 15 al 29 ottobre 1967)
- La sorridente signora Beudet, di Denys Amiel e André Obey, con Valentina Fortunato, programma nazionale (27 febbraio 1968)
- Piccola città, opera di Thornton Wilder, con Raoul Grassilli, programma nazionale (22 ottobre 1968)
- Con me e con gli alpini, di Piero Jahier, adattamento e sceneggiatura di Mauro Pezzati, programma nazionale (4 novembre 1968)
- Questione di vita, originale televisivo di Francesca Sanvitale, con Corrado Pani, programma nazionale (28 novembre 1968)
- Io difendo Elvira Sharney, episodio della serie Processi a porte aperte, di Carlo Fruttero e Franco Lucentini, programma nazionale (8 dicembre 1968)
- Le terre del Sacramento, dal romanzo omonimo di Francesco Jovine, sceneggiatura di Massimo Felisatti e Fabio Pittorru, sceneggiato televisivo in 5 puntate, programma nazionale (dal 23 agosto al 20 settembre 1970)
- Come un uragano, da Bat out of Hell di Francis Durbridge, adattamento di Biagio Proietti, miniserie TV in 5 puntate, programma nazionale (dal 28 novembre al 12 dicembre 1971)
- Avventura fuori casa, episodio della serie In prima persona, sceneggiatura di Bendicò, Giovanni Bormioli, Paolo Rontini, programma nazionale (20 aprile 1972)
- Nostra Dea, opera di Massimo Bontempelli, con Rossella Falk, secondo programma (29 settembre 1972)
- Partita chiusa, episodio della serie Di fronte alla legge, sceneggiatura di Paolo Levi e Guido Guidi, programma nazionale (26 ottobre 1972)
- Sotto i ponti di New York (Winterset), di Maxwell Anderson, con Massimo Dapporto, secondo programma (28 settembre 1973)
- Eleonora, miniserie TV in 6 puntate di Tullio Pinelli, programma nazionale (dal 25 novembre al 30 dicembre 1973)
- Bertoldo e il suo re, da Giulio Cesare Croce, adattamento di Ghigo De Chiara e Silverio Blasi, secondo programma (15 gennaio 1974)
- La figlia di Jorio, tragedia di Gabriele D'Annunzio, con Giuseppe Pambieri, Edmonda Aldini, secondo programma (21 giugno 1974)
- Canossa, originale televisivo in 2 puntate di Giorgio Prosperi, programma nazionale (20 e 27 agosto 1974)
- Murat, sceneggiatura di Dante Guardamagna, originale televisivo in 3 puntate, programma nazionale (dal 15 al 29 giugno 1975)
- I quaderni di conversazione di Ludwig van Beethoven, di Glauco Mauri, rete 2 (21 febbraio 1977)
- Il fauno di marmo, dal romanzo omonimo di Nathaniel Hawthorne, sceneggiatura di Massimo Franciosa e Luisa Montagnana, sceneggiato televisivo in 3 puntate, rete 2 (dal 28 settembre al 12 ottobre 1977)
- La dama dei veleni, dal romanzo The Burning Court di John Dickson Carr, sceneggiatura di Giovannella Gaipa, sceneggiato televisivo in 3 puntate, TV2 (dal 31 agosto al 14 settembre 1979)
- Operazione Rebecca, episodio della serie Il gioco degli inganni, originale televisivo di Paolo Levi, TV1 (11 marzo 1980)
- Delitto retrospettivo, di Agatha Christie, con Paola Quattrini, Orso Maria Guerrini, TV1 (27 maggio 1980)
- Al teatro con Tardieu, adattamento di Silverio Blasi, TV2 (20 aprile 1981)
- Inverno al mare, soggetto e sceneggiatura di Silverio Blasi, miniserie TV in 3 puntate, TV2 (dal 17 al 24 febbraio 1982)
- Nostra madre, liberamente tratto dal romanzo Pierre e Jean di Guy de Maupassant, sceneggiatura di Lucio Battistrada e Luciano Codignola, TV1 (14 e 15 giugno 1983)
- Il boss, sceneggiatura di Giuseppe d'Avino, film tv in 3 puntate, Raiuno, (18 e 25 settembre 1986)
- L'ingranaggio, sceneggiatura di Giuseppe d'Avino, film tv in 3 puntate, Raidue, (dal 28 aprile al 12 maggio 1988)

### Sceneggiatore
- Non ti conosco più, di Aldo De Benedetti, adattamento televisivo di Silverio Blasi, regia di Claudio Fino, programma nazionale (22 gennaio 1954)
- Il processo di Mary Dugan, di Bayard Veiller, adattamento televisivo di Silverio Blasi, regia di Claudio Fino, programma nazionale (26 novembre 1954)
- La zia di Carlo, di Brandon Thomas, adattamento televisivo di Silverio Blasi e Franco Giaculli, regia di Claudio Fino, programma nazionale (28 settembre 1956)
- Al teatro con Tardieu, adattamento e regia di Silverio Blasi, TV2 (20 aprile 1981)
- Inverno al mare, soggetto, sceneggiatura e regia di Silverio Blasi, originale televisivo in 3 puntate, TV2 (dal 17 al 24 febbraio 1982)
- L'ombra della spia, soggetto e sceneggiatura di Silverio Blasi, regia di Alessandro Cane, film tv in 2 puntate, Raidue, (28 e 29 settembre 1989)

- La voce che uccide, regia di Aldo Colombo (1956) - cosceneggiatrice Carla Ragionieri

## Radio

### Regista
- L'espiazione, di Hermann Broch, con Valentina Fortunato, terzo canale (10 ottobre 1966)

### Attore
- Il tenore sconfitto ovvero La presunzione punita, farsa musicale in un atto di Vitaliano Brancati, regia di Gerardo Guerrieri, rete tre (29 gennaio 1967)
- I misteri di Napoli, dal romanzo omonimo di Francesco Mastriani, adattamento di Sergio Velitti, regia di Gennaro Magliulo, rete nazionale (dal 16 giugno al 4 luglio 1975)